# The Batman Chronicles
The Batman Chronicles est une série de comics publiée par DC Comics, de 1995 à 2001, et qui a duré 23 numéros trimestriels.

## Historique de la publication
Avec un plus grand nombre de pages que les comics typiques de l'époque, la plupart des numéros contiennent trois histoires. L'une d'elles est habituellement dédiée à Batman, et les autres mettent en scène des amis et des ennemis de Batman. Certains numéros sont des cross-overs avec d'autres séries et se retrouvent dans les éditions reliées de certains arcs narratifs de Batman.
Deux numéros spéciaux sont également sortis : The Batman Chronicles Gallery en mai 1997 et Batman Chronicles : The Gauntlet en 1997.

## Publications

### Éditions américaines
- Batman: Anarky (The Batman Chronicles no 1)
- Batman: Contagion (The Batman Chronicles no 4)
- Batman: Arkham: Double-Face (The Batman Chronicles no 8)
- Batgirl: The Greatest Stories Ever Told (The Batman Chronicles no 9)
- Batman: Year 100 (The Batman Chronicles no 11)
- Batman: Cataclysm (The Batman Chronicles no 12)
- Batman: Road to No Man's Land, Vol. 1 (The Batman Chronicles no 14)
- Batman: Road to No Man's Land, Vol. 2 (The Batman Chronicles no 15-16)
- Batman: No Man's Land, Vol. 1 (The Batman Chronicles no 16)
- Batman: No Man's Land, Vol. 2 (The Batman Chronicles no 17)
- Batman: No Man's Land, Vol. 4 (The Batman Chronicles no 18)

### Éditions françaises
Certaines histoires issues de la série apparaissent dans certains éditions :
- Spécial DC n°17, édition kiosque de SEMIC sortie en 2002. Contient The Batman Chronicles no 9 : Cliché-souvenir (Photo Finish).
- Batman : Année 100, Collection DC Classiques, Urban Comics, 2016.  (ISBN 978-2-3657-7883-1) Contient The Batman Chronicles no 11 : Batman Berlin (Batman of Berlin)
- Batman: Cataclysme, Collection DC Classiques, Urban Comics, 2014.  (ISBN 978-2-3657-7333-1) Contient The Batman Chronicles no 12 : Interlude
- Batman: No Man's Land, Vol. 1, Collection DC Classiques, Urban Comics, 2014.  (ISBN 978-2-3657-7335-5) Contient The Batman Chronicles no 16 : Deux pour la route (Two Down)
- Batman: No Man's Land, Vol. 3, Collection DC Classiques, Urban Comics, 2014.  (ISBN 978-2-3657-7411-6) Contient The Batman Chronicles no 17 : Un petit garçon perdu (Little boy lost)
- Batman: No Man's Land, Vol. 5, Collection DC Classiques, Urban Comics, 2015.  (ISBN 978-2-3657-7636-3) Contient The Batman Chronicles no 18 : Monnaie d'échange spirituelle (Spiritual currency)
- Robin: Année Un, Collection DC Deluxe, Urban Comics, 2014.  (ISBN 978-2-3657-7413-0) Contient The Batman Chronicles : The Gauntlet

## Autre édition
La série ne doit pas être confondue avec The Batman Chronicles, une édition reliée publiée dans la collection « DC Chronicles » par DC. Elle est composée de 11 volumes sortis entre 2005 et 2013 et propose des récits issus de Batman et Detective Comics du début des années 1940.